# Пролетарски интернационализъм
Понятието пролетарски интернационализъм (понякога срещано и като международен социализъм), – (от латински inter – „между“ и nation – „народ“) – представлява марксистка концепция за социалната класа, основаваща се на схващането за капитализма като за глобална система, в резултат от което работническата класа трябва да действа като световна, за да победи капитализма. Основната идея е, че членовете на работническата класа трябва да се борят в знак на солидарност към световната революция, заедно с останалата част от работническата класа в други страни, на базата на общия класов интерес, без да следват политиката на съответните национални правителства. Пролетарският интернационализъм е тясно свързан с целите на Марксизма за постигането на Световна социалистическа революция, постредством успешни и последователни комунистически революции във всички страни. Според тази теория, световната социалистическа революция трябва да доведе до световен комунизъм, а по-късно и до анархо-комунизъм (бездържавен комунизъм). Идеята за пролетарски интернационализъм е обобщена в лозунга: „Пролетарии от всички страни, съединявайте се!“, а самото понятие представлява антоним на буржоазния национализъм.

## Основи на пролетарския интернационализъм
За да се разрешат противоречията между буржоазията и отделните нации, пролетариите трябва да решат класовия въпрос на национално ниво. „Международната солидарност на пролетариите от всички страни е посадена неизкоренимо в класовото положение на масите, върху които капитализмът развява своя камшик.“ Така експлоатираните на територията на една държава, както и тези извън нея, имат общ противник. Всеки капиталист се превръща във враг на работниците. Всеки експлоататор има интерес от засилване на експлоатацията, а работническата класа – да се бори срещу това. Така възникналата борба се разгръща и се превръща в битка на цялата нация.
„Комунистите се отличават от обикновените партии на работническата класа по това, че от една страна извеждат на преден план националните борби на пролетариите, независимо от националните интереси, предавайки им значение, и от друга по това, че винаги представляват и защитават цялото движение през всички етапи на развитието на борбата между пролетариата и буржоазията.“ В резултат на това схващане дори борбата срещу буржоазията на национално ниво, придобива международен характер, формирайки международната класова борба: „(...) комунистите подкрепят повсеместно всяко революционно движение срещу съществуващите социални и политически условия“ От това следва, че класовата борба ще се пренесе и провежда от национално на наднационално ниво, с цел координация на международния опит, и развиване на различни стратегии, за да може класовата борба да се издигне на по-високо, международно ниво.

## Историческо развитие на идеологията на пролетарския интернационализъм
Идеологията на интернационализма се очертава като научно обобщение на практическия опит в класовата борба, като теоретичен израз на нейните основни интереси.

### Маркс и Енгелс
Принципът на пролетарския интернационализъм е положен за първи път и научно обосновани от Карл Маркс и Фридрих Енгелс, които отбелязват значението му за класова борба против буржоазията и победата на социализма над капитализма, за необходимостта от работническата класа и от възпитание в духа на интернационализма. В епохата на Маркс и Енгелс интернационализмът постепенно се превръща в основен принцип на организирано движение на политически съзнателните работници от различни страни. Лозунгът от последния ред на Манифеста на комунистическата партия, публикуван през 1848 г.: „Пролетарии от всички страни, съединявайте се!“ среща осезателна подкрепа сред работническата класа. Подходът на Маркс и Енгелс към националния въпрос бива оформен още и от тактически съображения в преследването на дългосрочна революционна стратегия. През 1848 г. пролетариатът все още е малцинство, но съществува в множество държави. По това време все още е нужно политическите и икономическите условия да узреят, за да бъде постигнат напредък по отношение на възможността за пролетарска революция. Така например, Маркс и Енгелс подкрепят създаването на независима и демократична Полша, която по това време е разделена между Германия, Русия и Австро-Унгария. Роза Люксембург, биографът на Дж. П. Нетл, отбелязва: „Като цяло, концепцията на Маркс и Енгелс за национално-географското пренареждане на Европа се основава на четири критерия: темповете на напредъка, създаването на мащабни икономически единици, тежестта на одобрението и неодобрението, в съответствие с революционните възможности, както и тяхното ниво на враждебност спрямо Русия“.

### Първи комунистически интернационал
Синдикатите, които формират Международната работническа асоциация (Международно дружество на работниците), наричана още Първи интернационал (1864-1876), приемат идеята, че работническата класа е международна класа, която трябва да свърже борбата си в международен мащаб. Целта на МРА1 е да обедини най-различни леви политически групи и синдикални организации, основаващи се на идеята за работническата класа и класовата борба. Посредством обединяването си отвъд националните граници, работниците биха придобили по-голяма сила и политическо влияние. С основаването си пре 1864 г. в Лондон, Международната работническа организация се превръща в първото масово движение, имащо международен характер. В своя пиков период, МРА1 наброява 5 милиона членове, според данни от полицейски доклади в няколко страни, в които организацията има значително присъствие. Репресиите в Европа, както и вътрешното разделение на анархистки и марксистки течения, водят до разпадането на Първия интернационал през 1876 г. Скоро след това, марксистките и революционните социалистически тенденции спомагат за продължаването на интернационалистическата стратегия на МРА1, чрез създаването на нейна организация-правоприемник – Вторият интернационал. В него не са включени анархистки движения.

### Втори комунистически интернационал
Идеята за пролетарския интернационализъм е най-добре застъпена по времето на Втория интернационал, както и в резолюцията на Ленин и Роза Люксембург по време на Седмия конгрес на Втория интернационал в Щутгарт през 1907 г. Отличителната характеристика на Международния социалистически конгрес от 1907 г. е неговият голям състав – общо 886 делегати от петте континента. Освен представянето на впечатляваща демонстрация на международното единство на пролетарската борба, Конгресът изиграва и изключителна роля в определянето на тактиката на социалистическите страни. На него биват приети общи резолюции по редица въпроси, чиито решения до онзи момент са оставяни единствено на преценката на отделните социалистически страни. Според изразените от Ленин след края на конгреса впечатления във вестник "Пролетариат", №17 (септември 1907 г.), фактът, че все повече и повече проблеми изискват единни, принципни решения в различните страни, е очевидно доказателство за това, че социализмът започва да се превръща в единна международна сила. Според изразеното от него, безимотните и безработни класи не са в състояние да се противопоставят и отхвърлят експлоататорите. Ето защо само пролетарската класа, която поддържа цялото общество, е в състояние да осъществи социалната революция.
Въпреки това, продължава Ленин, в резултат на обширната колониална политика, европейският пролетариат се намира в позиция, в която не неговият труд, а този на практически местните жители в колониите, поддържа обществото. Ленин отбелязва, че британската буржоазия например, получава по-голяма печалба само от милион от населението на Индия и други свои колонии, отколкото от британските работници. В някои страни това осигурява материалната и икономическа основа за прокарването сред пролетариата на колониален шовинизъм. Според Ленин обаче, това може да бъде само временно явление. Но злото трябва все пак да бъде ясно осъзнато, а причините за неговото съществуване – разбрани, за да могат те да обединят пролетариата от всички страни в борба срещу подобен опортюнизъм. „А тази борба задължително трябва да завърши с победа, тъй като „привилегированите“ народи са намаляваща фракция в капиталистическите държави.“
Пролетарският интернационализъм е може би най-добре изразен в подкрепената от Ленин и Роза Люксембург резолюция, според която:

„Войните между капиталистическите държави, по правило, са резултат от тяхното съревноваване за участие на световния пазар, тъй като всяка държава опитва не само да осигури съществуващите пазари, но и да завладее нови. За тази цел, важна роля играе подчиняването на чужди народи и държави. Тези войни са също така резултат и от непрестанната надпревара за въоръжаване от страна на милитаризма – един от главните инструменти на управление на буржоазията, както и от икономическото и политическо подчинение на работническата класа.“

„Войните биват подпомагани от националните предразсъдъци, които са системно култивирани сред цивилизованите народи в интерес на управляващите класи, с цел отвличане на вниманието на пролетарските маси от собствените им класови задължения за международна солидарност.“

„ Войните, следователно, са част от същността на капитализма, те ще престанат едва, когато капиталистическата система бъде премахната или, когато огромният брой човешки жертви и финансови загуби от средства, вложени във военната техника, накарат народите да отхвърлят тази система.“

Резолюцията заключава, че:

„Ако има заплаха от избухване на война, то е задължение на работническата класа и на парламентарните представители на съответните страни, с подкрепата на координираната дейност на Международното социалистическо бюро, да положат усилия за предотвратяване на избухването на войната с помощта на средства, които считат за най-ефективни, и които естествено варират, в зависимост от степента на изостряне на класовата борба и на общата политическа ситуация.“

„В случай, че войната така или иначе трябва да избухне, техен дълг е да се намесят в подкрепа на нейното бързо прекратяване, използвайки всички свои правомощия за овладяване на икономическата и политическата криза, създадена от войната, както и да събудята масите, посредством което да се ускори падането на управлението на капиталистическата класа“

В действителност, Роза Люксембург и Ленин интерпретират различно националния въпрос. Ленин и болшевиките се противопоставят на империализма и шовинизма, настоявайки за политика на национално самоопределение, включваща и правото на потиснатите народи да се отцепят от Русия. Те вярват, че това би спомогнало за създаването на условия за единство между работниците, както в потиснатите, така и в потисническите народи. Ленин твърди, че: „Буржоазният национализъм на всяка една потисната нация има общодемократична същност, която е насочена срещу потисничеството и именно тази същност ние подкрепяме безусловно“
Роза Люксембург, от своя страна счита, че естеството на Русия се е променило от времето на Маркс. Тя смята, че страната е бързоразвиваща се капиталистическа нация, а полската буржоазия има интереси, свързани с руския капитализъм. Този факт би отворил възможността за класов съюз между полската и руската работническа класа.
Впоследствие водещата партия на Втория интернационал, Германската Социалдемократическа партия (ГСДП), гласува предимно в подкрепа на влизането на Германия в Първата световна война, одобрявайки военни кредити на 4 август 1914 г. Много други страни-членки на Втория интернационал последват този пример, подкрепяйки националните си правителства. Така Вторият интернационал е разпуснат през 1916 г. Пролетарските интернационалисти окачествяват комбинацията между социалдемокрацията и национализма като социалшовинизъм.

### Първа световна война
Надеждите на интернационалисти като Ленин, Карл Либкнехт и Роза Люксембург са разбити от първоначалния ентусиазъм на Първата световна война. Ленин се опитва да възстанови социалистическото единство срещу войната на конференцията в Цимервалд, но мнозинството от делегатите заемат по-скоро пацифистка, отколкото революционна позиция. Попадналата в затвора Роза Люксембург, задълбочава своя анализ в памфлета „Junius“ от 1915 г., отхвърляйки възгледът за потисника и потиснатите: „Империализмът не е създаването на една или група държави. Той е продукт на определен етап на зрялост в световното развитие на капитала, естествено международно състовяние, едно неделимо цяло, разпознаваемо само, посредством всички негови релации, и от което никой не може да държи настрана цялата нация насила.“
Пролетарските интернационалисти считат, че съюзите на Първата световна война са доказали, че социализмът и национализмът са несъвместими в империалистическата епоха и че понятието за национално самоопределение е остаряло, както и в частност, че национализмът ще се окаже пречка за пролетарското единство. Интернационалистическата перспектива оказва влияние на революционната вълна в края на Първата световна война, по-специално с оттеглянето на Русия от конфликта след Болшевишката революция и бунтовете в Германия, започнали в пристанищата на Кил и Вилхелмсхафен, които водят до края на войната през 1918 г.
Въпреки това, след като силата на революционната вълна намалява в първите години след 1920 г., пролетарският интернационализъм вече спира да бъде основна идея в политиката на работническата класа.

### Пролетарският интернационализъм и Октомврийската революция от 1917 г.
Победата на Великата социалистическа Октомврийска революция през 1917 г. открива нов етап в развитието на пролетарския интернационализъм. Тази победа е триумф на заложените в понятието идеи. Така пролетарският интернационализъм става реализируем, посредством последователната международна политика на ленинистката партия, която се обединява работническата класа в различните страни в борбата за социализъм. Оттогава се затвръждава принципът пролетарският интернационализъм да пази и защитава СССР от всички удари на империализма. Пролетарският интернационализъм се превръща в основа на политиката на първата социалистическа страна в света. Между различните нации и между народите, влизащи в състава на Съветска Русия са установени отношения и връзки на основата на истинско равенство и приятелство. Ръководейки се от идеите на пролетарския интернационализъм, СССР последователно се застъпва на международно ниво за подкрепата на работническото и освободителното движение в целия свят. Международното революционно движение за пръв път намира в лицето на Съветска Русия материалната база за по-нататъшното развитие на борбата срещу буржоазията и капитализма. По този начин Октомврийската революция се превръща едновременно в основа и в отправна точка за по-нататъшното развитие на пролетарския интернационализъм. Неговото съдържание и обхватът му на действие се разширяват и задълбочават, проявленията му стават все по-разнообразни, а ролята му като фактор в преобразуването на света и създаването на ново, социалистическо общество – по-значителна. Пролетарският интернационализъм се превръща в огромна политическа сила в рамките на комунистическите и работническите парии и в провежданата от СССР антиимпериалистическа борба между двете световни войни и по време на антифашистката освободителна борба.

### Трети комунистически интернационал: Ленинизъм срещу ляв комунизъм
С идването си на власт след Октомврийската революция, Ленин поставя и решава всички въпроси на марксистката теория и политика, изхождайки от интереса на международната освободителна борба на пролетариата, отчитайки състоянието на световния капитализъм по време на класовите борби в целия свят. Победата на социалистическата революция в Русия, възлага важен дълг на дошлата на власт в Русия работническата класа, както и на работническата класа в капиталистическите страни. Ленин счита, че победилият пролетариат трябва да направи всичко възможно за развитието и подкрепата на революцията във всички останали страни, както и че пролетариатът от всички други страни не трябва да пести усилия за подкрепа на вече дошлата на власт работническа класа, която ще го пази от враговете му.
Така след края Първата световна война Международното социалистическо движение е разделено на две враждуващи групировки: социалдемократите от една страна, които оказват широка подкрепа на националните правителства по време на конфликта и Ленинистите и техните съюзници, от друга, които формират новите комунистически партии, организирани в Третия интертнационал, създаден през март 1919 година. По време на Гражданската война в Русия, Ленин и Троцки прегръщат по-силно идеята за национално самоопределение по тактически причини. По времето на Третия интернационал националният въпрос се превръща в ябълката на раздора между ленинисти и „левите комунисти“. Последните скоро се превръщат в изолирано малцинство, като или преминават към поддръжниците на общата политическа линия, или напускат Третия интернационал.
С избухването на Втората световна война през 1939 г. само няколко видни комунисти като италианския марксист Амадео Бордига и датчанинът Антон Панекок остават верни на принципите на пролетарския интернационализъм, заложени в Резолюцията от 1907 г. Но през 1943 г., след падането на режима на Мусолини в Италия, последователите на Бордига се прегрупират и основават Международната комунистическа партия (МКП). Партията възприема възгледите на Роза Люксембург по националния въпрос, а не тези на Ленин, като призовава работническата класа към комунистическа революция, която да обедини пролетариите от целия свят срещу общия им враг – капитализма.

### Социалистически интернационализъм след Втората световна война
В марксистко-ленинстката идеология след края на Втората световна война, пролетарският интернационализъм (вече наричан социалистически интернационализъм) започва да се възприема като потенциална стабилна основа за междудържавните отношения. Така идеята обединява социалистическите страни не само заради споделените им ценности за създаване на международен пролетариат, но и поради общата им позция в съревнованието със западните държави, обединяваща ги срещу империализма.
Пролетарският интернационализъм се превръща едновременно в израз на индивидуалната нагласа на всеки комунист за единство и сплотеност при развиване на идеологията на комунистическото движение, както и във външнополитическа линия на страните, свързани със Съветския съюз. През 1967 г. в Берлин за пръв път е издаден Kleines Politisches Wörterbuch (Малък политически речник), според който общата дейност на националните работнически партии се основава на солидарност, равенство, взаимопомощ и уважение.
Под ръководството на СССР социалистическите страни трябва да водят обща борба за „запазването на мира“ и „социалния прогрес в света“
Тъй като конфронтацията между капитализма и социализма е главно на икономическа основа, „координирането, планирането и сътрудничеството“ се превръщат в основни приоритети на социалистическия интернационализъм.
Във второто издание на речника (1972 г.) са употребени нови, ключови понятия за сътрудничествово между различните социалистически държави, като „равенство“, „независимост“, „суверенитет“, „интегритет“, „ненамеса във вътрешните работи“
Теоретичните и смислови позовавания на Марксизма и Ленинизма са по-силно подчертани, а доскорошната водещата роля на Съветския съюз, като резултат от Октомрийската революция, е заменена от идеята, според която посредством изграждането на равенство, приятелство и сътрудничество между социалистическите народи, пролетарският интернационализъм ще се превърне в историченски обоснован пример за подражание.
Твърди се, че създаването на Комунистическата партия на Съветския съюз (КПСС), респективно и на СССР, представлява „същността на пролетарския интернационализъм“. А от това следва, че трябва да се извлекат възможно най-големите ползи от опита и постиженията на КПСС в „революционната борба“
Привидно противоречивата комбинация между понятията „равенство“, „независимост“, „суверенитет“, „интегритет“, „ненамиса във вътрешните работи“ на „държавите“ и водачеството от страна на КПСС може да бъде обосновано с разбирането за държавата, в която „държавността“ не бива тълкувана като заложената в международната правна доктрина идеология за самостоятелно и независимо съществуване на гражданите, територията и държавната власт, а като като „решаващ политически инструмент на властта в ръцете на определени класи с цел отстояване на техните интереси“. Според това разбиране опозиционните сили не са част от държавата (в смисъла ѝ на национална държава), а са въплътени в лицето на капиталистическия противник – съответно стават общи за всички работнически партии, независимо от държавната им принадлежност.
Последвалото преобразуване на социалистическия интернационализъм във формата на антиимпериалистическа солидарност, включва подкрепата на социалистически ориентирани движения за независимост в бившите колонии, както и съответно на нововъзникналите млади, развиващи се страни.

## Пролетарският интернационализъм днес
Днес само някои малки политически групи, като например Международното комунистическо течение, Международното бюро на Революционната партия, както и някои либертариански комунисти следват интерпретациите на Роза Люксембург и Бордига за пролетарския интернационализъм. Според Международното комунистическо течение например, възприемат някои леви, комунистически организации като Международна комунистическа тенденция, бордигистите, анархистите и пр., които защитават политически позиции, основаващи се на интернационализма и работническата класа в качеството им на част от борбата за пролетарска революция. Подобни течения отхвърлят буржоазната демокрация, намирайки я за не по-различна в основата си от капиталистическата диктатура, като например сталинизма и фашизма. Те вярват в самоорганизацията на работническата класа, избираща свои собствени лидери извън парламента. Тази организация на работническата класа трябва да бъде направена на международно ниво; революцията би успяла, ако обхване целия свят, което би довело до отхвърлянето на всички съществуващи държави и установяване на диктатура на пролетариата на международно ниво. Според представителите на подобни политически течения и партии, когато диктатурата на пролетариата бъде установена повсеместно, капиталистическите обществени отношения ще бъдат премахнати като в това число влизат: заплатеният труд, националните граници и производство на суровини. Вместо това, цялата икономическа активност ще бъде насочена „към пълното задоволяване на човешките нужди“.